# David von Himmerod
David von Himmerod (* um 1100 in Florenz, Italien; † 11. Dezember 1179 in Himmerod, Rheinland-Pfalz) war ein italienisch-deutscher Mönch und Mystiker.

## Werdegang und Wirkung
1131 trat David in den Zisterzienserorden in Clairvaux ein und wurde 1134 in die von Bernhard von Clairvaux in der Eifel gegründete Abtei Himmerod gesandt. Ihm wurden Wundertaten und mystische Begabung nachgesagt, so dass bald nach seinem Tod eine breite Verehrung einsetzte.
David von Himmerod wurde zunächst im Altar der Himmeroder Klosterkirche beigesetzt. Infolge der Säkularisation des Klosters im Jahre 1802 gelangten seine Gebeine über Trier nach Belgien. Seit 1930 ruhen sie wieder in der 1922 neu gegründeten Abtei von Himmerod.
Der Kult um David von Himmerod wurde schon früh durch das Generalkapitel bestätigt. Im Jahre 1699 erfolgte die Seligsprechung. Sein Gedenktag ist der 11. Dezember.
Noch heute ist sein Grab in der Abteikirche das Wallfahrtsziel von Frauen, die unter Unfruchtbarkeit leiden; ihnen kann unter Gebet sein Gürtel aufgelegt werden.